# Willi Flemming

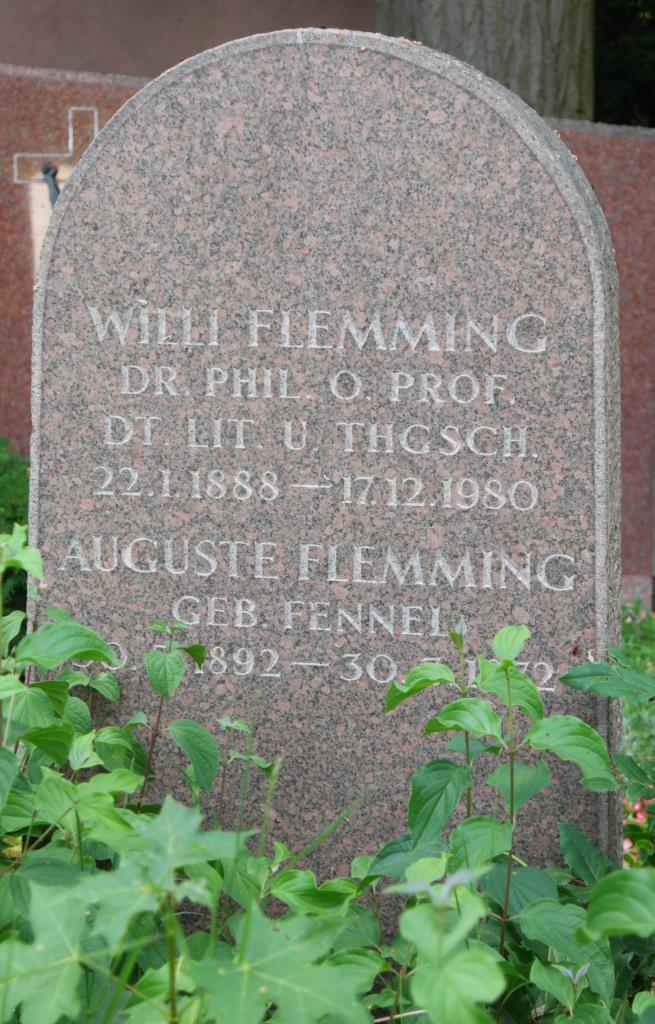
Grab von Willi Flemming auf dem Hauptfriedhof Mainz

Willi Karl Max Flemming (* 22. Januar 1888 in Berlin; † 17. Dezember 1980 in Budenheim) war ein deutscher Theaterwissenschaftler und Germanist.

## Leben
Willi Flemming, Sohn des Lederwarenfabrikanten Max Wilhelm Louis Flemming (1856–1934), legte 1906 sein Abitur am Luisenstädtischen Real-Gymnasium in Berlin-Prenzlauer Berg ab. Anschließend nahm er die Studien der Germanistik, Philosophie und Kunstgeschichte an den Universitäten Berlin, Freiburg sowie Marburg auf, bevor er 1914 bei Ernst Elster in Marburg zum Dr. phil. promoviert wurde. Zusätzlich hielt er sich zwischen 1912 und 1913 zu Studienzwecken in Großbritannien auf.
Nachdem er am Ersten Weltkrieg als Kriegsfreiwilliger teilgenommen hatte, habilitierte er sich 1919 für deutsche Literaturgeschichte an der Universität Rostock, an der er 1924 zum außerordentlichen Professor ernannt wurde. 1927 trat er eine außerordentliche Professur an der Universität Amsterdam an, 1929 kehrte er nach Rostock zurück und übernahm dort 1934 in der Nachfolge von Wolfgang Golther den Lehrstuhl für Neudeutsche Philologie und Theaterwissenschaften, den er bis zu seiner Entlassung 1945 ausfüllte. Zudem vertrat er zwischen 1943 und 1945 Professuren für Clemens Lugowski und Wolfgang Mohr an der Christian-Albrechts-Universität zu Kiel.
Willi Flemming war ab 1933 Förderndes Mitglied der SS, Mitglied des NS-Lehrerbundes, Reichslektor, Landesreferent zur Förderung des deutschen Schrifttums und Gauschrifttumsbeauftragter für Mecklenburg. Am 23. September 1937 beantragte er die Aufnahme in die NSDAP und wurde rückwirkend zum 1. Mai desselben Jahres aufgenommen (Mitgliedsnummer 6.034.803). Nach Ende des Zweiten Weltkriegs flüchtete er aus politischen Gründen in den Westen. Er gehörte zu den rund 5000 deutschen Germanistikprofessoren, die ihre akademische Anstellung aufgrund ihrer Mitgliedschaft in nationalsozialistischen Organisationen oder Parteigliederungen zunächst verloren. Das Gros der weniger Belasteten aus dieser Gruppe erhielt die Zulassung vor Ende 1947 wieder zurück, darunter auch Flemming. Er bekam 1946 eine Professur für Deutsche Philologie und Theaterwissenschaften an der Universität Mainz und wurde 1956 emeritiert. 1968 wurde er mit der Gutenberg-Statuette der Stadt Mainz, überreicht durch Oberbürgermeister Jockel Fuchs, ausgezeichnet. Flemming beschäftigte sich insbesondere mit der Theatergeschichte und veröffentlichte Arbeiten über das barocke und klassische Theater. Flemming gab in den Jahren 1930 bis 1933 das sechsbändige Werk Barockdrama heraus.

## Weitere Publikationen (Auswahl)

### Herausgeber
Serie Deutsche Literatur: Barock:
- Das schlesische Kunstdrama, (Barockdrama 1), Ph. Reclam jun., Leipzig, 1930
- Das Ordensdrama, (Barockdrama 2), Ph. Reclam jun., Leipzig, 1930
- Das Schauspiel der Wanderbühne, (Barockdrama 3),  Ph. Reclam jun., Leipzig, 1931
- Die deutsche Barockkomödie, (Barockdrama 4), Ph. Reclam jun., Leipzig, 1931
- Die Oper, (Barockdrama 5), Ph. Reclam jun., Leipzig, 1933

### Autor
- Geschichte des Jesuitentheaters in den Landen deutscher Zunge. Verlag der Gesellschaft für Theatergeschichte, Berlin 1923; urn:nbn:de:bvb:355-ubr17998-2
- Epik und Dramatik: Versuch ihrer Wesendeutung. G. Braun, Karlsruhe, 1925.
- Das Wesen der Schauspielkunst. C. Hinstorffs Verlag, Rostock, 1927.
- Goethe und das Theater seiner Zeit. Kohlhammer, Stuttgart / Berlin / Köln / Mainz, 1968.
- Wesen und Aufgaben volkhafter Literaturgeschichtsschreibung. F. Hirt, Breslau, 1944.
- Einblicke in den deutschen Literaturbarock. Hain, Meisenheim am Glan, 1975.